# ترتيبية
الترتيبية أو التنظيمية، (Tacticity) مصطلح يتعلق بالكيمياء الفراغية النسبية للمراكز اليدوانية المتجاورة ضمن الجزيئات الضخمة.
الجزيء الضخم حسب تعريف الاتحاد الدولي للكيمياء هو عبارة عن جزيء كبير تكون فيه كل الوحدات البنائية متماثلة. الترتيبية تكون غاية في الأهمية ضمن بوليمر الفاينيل vinyl polymer من النمط : -H2C-CH(R)- حيث حيث تكون كل من الوحدات المتكررة مرتبطة مع متبادل يرمز له ب R على إحدى جانبي هيكل البوليمر يتلوها وحدة متكررة تالية مع متبادل يأخذ إما الجهة الموافقة أو المعاكسة بالنسبة للوحدة السابقة.
في الماكروجزئيثات الهيدروكربونية حيث تكون جميع ذرات الكربون المكونة للهيكل موجودة ضمن هندسة جزيئية رباعية الوجوه، يمكن رسم الهيكل البوليمري بشكل خط متعرج (زك-زاك) على مستوى ورقة الرسم وهو ما يدعى إسقاط ناتا نسبة إلى العالم الإيطالي جوليو ناتا.
الجزيئات الضخمة أحادية الترتيب (Monotactic) تحوي ذرة واحدة تزامرية فراغية لكل وحدة بناء تكرارية، ثنائية الترتيب إلى ن-ترتيبية تملك أكثر من ذرة تزامرية فراغية لكل وحدة تكرارية.

## بوليمرات متماثلة الترتيب
البوليمرات متماثلة الترتيب (Isotactic Polymers) تتألف من جزيء ضخم متساوي الترتيب : أي ان جميع المتبادلات على الوحدات التكرارية تقع على نفس الجانب من الهيكل الجزيئي للجزيء الضخم. يتألف الجزيء الضخم متماثل الترتيب من 100 % ثنائيدات ميزو meso diads. مثلا بولي بروبلين المتشكل من وساطة زيغلر-ناتا يكون عادة بوليمر متماثل الترتيب. البوليمرات متماثلة التريب عادة ما تكون نصف بلورية semicrystalline وغالبا ما تأخذ تشكيلا لولبيا .

## بوليمرات متقابلة الترتيب
في الجزيئات الضخمة متقابلة الترتيب (syndiotactic أو syntactic) يكون للمتبادلات على الوحدات المتكررة مواقع متبادلة على الجهتين على طول السلسلة البوليمرية. يتكون الجزيء الضخم من 100 % من ثنائيدات راسمية racemo diads. بولي ستايرن متقابل الترتيب المتشكل في بلمرة وساطة ميتالوسين يكون بلوريا مع درجة انصهار : 270 °C

## بوليمرات لا ترتيبية
تتوضع المتبادلات بشكل عشوائي على طول السلسلة. نسبة الميزو ثنائيدات تكون بين 1 إلى 99 %.